# Не будите спящего полицейского (фильм)
«Не будите спящего полицейского» — французский кинофильм режиссёра Жозе Пинейро, вышедший на экраны в 1988 году. Экранизация произведения Фредерика Фажарди.
Ален Делон, будучи также продюсером фильма, посвятил его Жану Габену.

## Сюжет
В Нёйи-сюр-Сен, на Елисейских полях и в криминогенном пригороде Парижа Сен-Дени происходят зверские расправы над влиятельными парижскими воротилами преступного мира: наркодилерами, владельцами подпольных казино и сутенёрами. За этими чудовищными актами самосуда стоят чины из руководства парижской полиции, которые создали тайную вооруженную группировку по ликвидации преступников и неугодных им личностей под названием «Верность полиции». Руководит этой организацией главный комиссар полиции Парижа Роже Скатти.
Глава полиции Казальерес вызывает комиссара Эжена Гринделя к себе и поручает ему создать группу по расследованию убийств парижских гангстеров. В помощники Гринделю назначаются Пере, потерявший руку при разминировании бомбы, заложенной в синагоге и боец спецназа Робер Лутц, которого Гриндель презирает из-за его крайне правых, нацистских взглядов.
Гриндель начинает поиск свидетелей жестоких убийств, но неизвестные люди убивают их перед тем, как он успевает их допросить. Следующей жертвой становится бывший наёмный убийца ультралевой террористической группировки, которого убивают Скатти и его ближайшие подручные. Комиссар пытается задействовать своего осведомителя, но того расстреливают в городском парке на виду у огромного количества людей. Незадолго до этого на окраине Парижа из гранатомёта взрывают машину с руководством парижской жандармерии.
Позже, в управление полиции, поступает обращение от имени «Верности полиции», в котором сообщается, что организация берет на себя ответственность за покушение на жандармов и объявляет войну всем преступникам и предателям национальных интересов Франции, а любой несогласный подлежит изоляции от общества или уничтожению. Гриндель приходит к выводу, что в его группе находится агент «Верности полиции». Подозрения падают на Лутца, но допросить его не удаётся — признавшись в связях с «Верностью полиции», тот выбрасывается из окна. С Гринделем связывается один из полицейских, состоящий в «Верности полиции» и готовый сделать чистосердечное признание, сообщив имя главного вербовщика организации — комиссара Латюева. При попытке ареста Латюева совершает самоубийство, а полицейского находят повешенным с перерезанным горлом и гранатой во рту.
К Пере приходит один из сообщников Скатти и признаётся в том, что является участником «Верности полиции». Пере решает утаить эту информацию от Гринделя и разузнать больше информации лично. Гриндель и помощники попадают в засаду на дороге, где их расстреливают с идущего перед ними грузовика. Выживают только инспектор Коэн и сам Гриндель, который получает ранение в ногу. Пере приезжает на съезд «Верности полиции», где выясняется, что под переговорами замаскирован смертный приговор в отношении него самого. Его расстреливает лично Скатти. Гриндель решает отомстить убийцам.
Глава полиции вызывает Гринделя к себе. Тот уже понимает, что «Верность полиции» имеет своих агентов на самом верху полицейского начальства и требует выдачи Скатти у самого Казальереса. Тот отказывается и становится очевидным, что он тоже участник этой группировки. Но Гриндель предусмотрел этот сценарий и записал весь разговор с членами «Верности полиции» для последующей передачи улик главной инспекции внутренней безопасности. Участники организации сдаются, Скатти пытается покончить жизнь самоубийством, но Гриндель убивает его, узнав, что тот убийца Пере. В тот же день Гриндель объявляет о своем уходе из полиции.
На лицензионном DVD фильм в России выпустила фирма «Централ партнершип».

## В ролях
- Ален Делон — комиссар Эжен Гриндель
- Мишель Серро — комиссар Роже Скатти
- Ксавье Делюк — Лутц
- Патрик Каталифо[фр.] — Перэ
- Раймон Жером — Казальерес
- Серж Реджани — Стефануа
- Роксан Гулд — Дженифер
- Стефан Жобер — Сперо
- Консуэло де Авиленд — Коринна
- Бернар Фарси — Латюева
- Феодор Аткин — Пьер Стадлер
- Доминик Валера — Валле
- Бруно Раффаэлли[фр.] — Целлейм
- Нар Сене — Тур
- Daniel Milgram — Danet
- Laurent Gamelon — мужчина с ребёнком
- Rémy Kirch — Ginzbaum
- Guy Cuevas — Бессони
- Jean-Pierre Jorris — Loermel
- Jacques Миньо — Malleze
- Daniel Beretta — офицер жандармерии
- Lucien Brams — Luschentini
- Sacha Gordine — Cohen
- David Jalil — инспектор из отдела по борьбе с наркотиками
- Claude Bakonyi — инспектор из B.R.I.
- Jacques Pisias — комиссар Паррар
- Georges Mavros — Префект
- Jacques Van Dooren — старый сотрудник
- William Emme — прапорщик № 1
- Филипп Наон — прапорщик № 2
- Jean Badin — судмедэксперт
- Gilles Brissac — судмедэксперт
- Eric Bouvier — молодой полицейский
- Jean-Louis Foulquier — комиссар в больнице
- Vivien Savage — Ритон